# Oxycoccos
Canneberge
Sous-genre
Espèces de rang inférieur
- Vaccinium erythrocarpum
- Vaccinium macrocarpon
- Vaccinium microcarpum
- Vaccinium oxycoccos

Oxycoccus est un sous-genre de plantes à fleurs du genre Vaccinium et de la famille des Ericaceae. C'est un sous-arbrisseau, qui croît dans les tourbières des régions froides. Sa présence caractérise les sols à sphaignes, imbibés d'eau.
On distingue principalement deux variétés dans la francophonie, la canneberge (Vaccinium oxycoccos) que l'on retrouve en Amérique du Nord, en Europe et en Asie et la canneberge à gros fruits, l'atoca ou cranberry (Vaccinium macrocarpon), qui situé exclusivement en Amérique du Nord et ayant un fruit plus gros, sert à la production alimentaire.

## Description

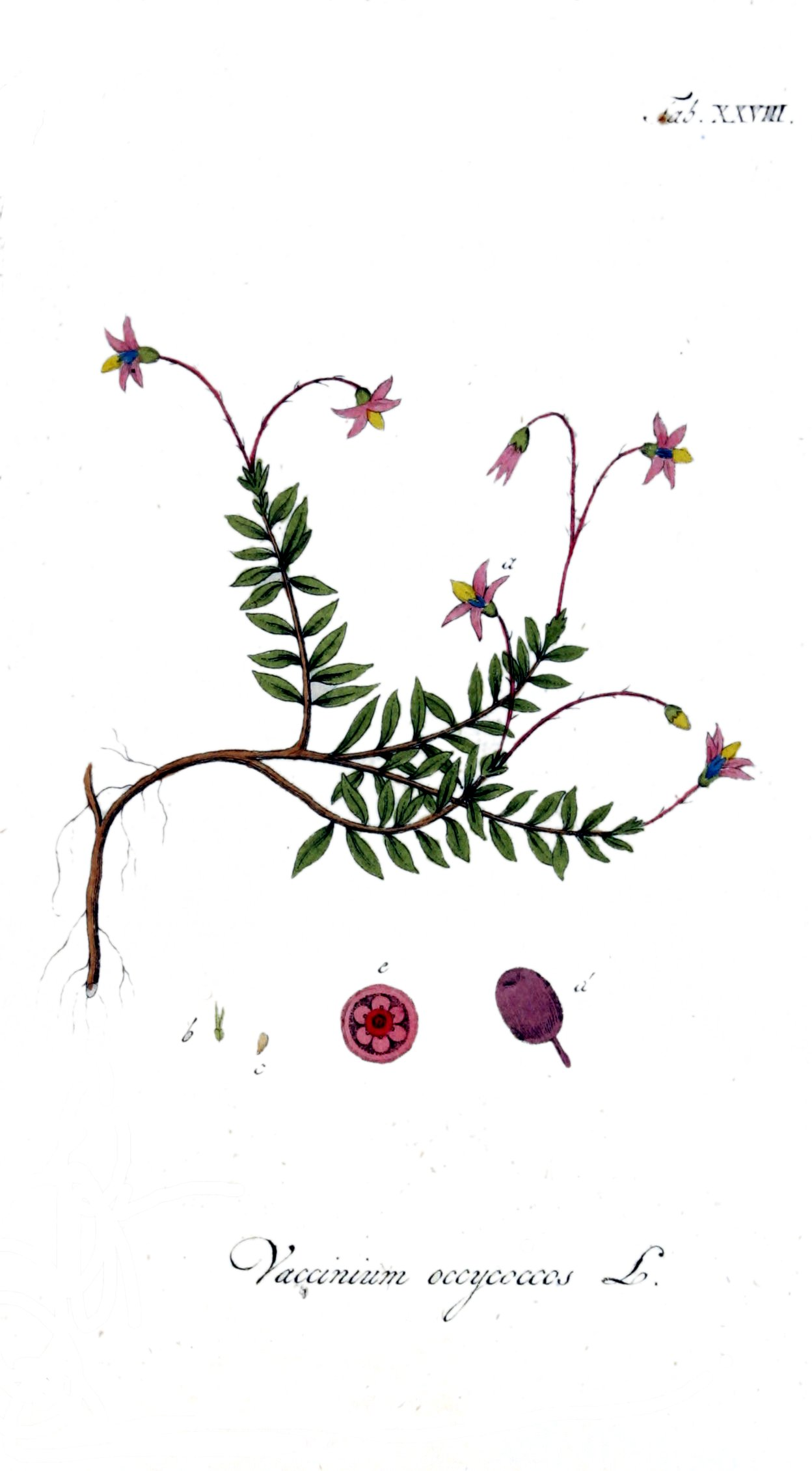
Vaccinium oxycoccos, Adolphus Ypey, Vervolg ob de Avbeeldingen der artseny-gewassen met derzelver Nederduitsche en Latynsche beschryvingen.

La canneberge est une plante vivace qui pousse à l'état sauvage dans les tourbières acides. L'arbrisseau à feuilles persistantes ne dépasse pas 30 cm de haut. Bien cultivé, ce végétal peut vivre plus de cent ans.
Ses rameaux minces et rampants peuvent atteindre une taille de 80 cm.
Ses fleurs sont petites, ovales et roses. Contrairement à la majorité des espèces de Vaccinium, les corolles ne sont pas en forme de clochettes mais ouvertes. Quelques très rares bourdons ont été observés comme pollinisateurs.
Ses baies sont rouges.
Le jus de canneberge, peu consommé en France avant 2000, mais courant en Grande-Bretagne, en Amérique du Nord et en Russie, entre dans la composition de nombreux cocktails (dont le Cosmopolitan). Son goût acidulé, astringent et âpre le différencie des autres jus et nectars de fruits. Comme le vin rouge, il comporte une certaine densité de tanins qui renferment des composés antioxydants.

## Dénominations
Au Québec, on emploie principalement le terme canneberge, bien que l'on utilise parfois également « atoca » ou « ataca », noms empruntés aux langues iroquoises. En abénaki (une langue algonquienne), on disait popokwa pour désigner cette plante. D'ailleurs, le Québec se classe au deuxième rang des plus grandes régions productrices de canneberges au monde, juste derrière l'État du Wisconsin, aux États-Unis.
En Acadie, on l'appelle souvent « pomme de pré ».
En France, on nomme cette plante également grande airelle rouge d’Amérique du Nord. Cependant le terme anglais « cranberry » tend à s'imposer dans les pays francophones européens, car l'industrie agroalimentaire (principalement une société américaine) et l'industrie cosmétique privilégient pour leurs produits, ce terme anglais.
Le mot canneberge serait le résultat d'une francisation, attestée dès le XVIIe siècle, du nom anglais « cranberry ». Le terme anglais vient du mot crane-berry ancien nom américain de la plante qui signifie « baie de grue » parce que ses fleurs, au début de la floraison, poussent vers le sol et ressemblent à une tête de grue. Cette appellation serait elle-même issue de dialectes allemands (ex. kranbeere) ou néerlandais / bas-allemands (ex. krônbere), par l'intermédiaire des colons, les Britanniques connaissant Vaccinium oxycoccos sous les noms « marshwhort » ou « fenberries ». Il se peut aussi qu'une plante européenne (Vaccinium oxycoccos) ait eu ce nom, et que la canneberge d'Amérique (Vaccinium macrocarpon) se soit vu donner ce nom par sa ressemblance avec elle. Autre hypothèse, L'appellation « canneberge » viendrait de la ressemblance de la tige terminale supportant la fleur à une canne de berger.[réf. nécessaire]

## Bioaccumulation, radioactivité
Depuis la catastrophe de Tchernobyl, en Ukraine notamment, des baies telles que canneberges, airelles et myrtilles se sont montrées capables d'accumuler certains radionucléides,,,,, avec toutefois de fortes variations intraspécifiques, comme, de 2-3 à 555 Bq/kg pour l'activité du Sr-90 dans les myrtilles récoltées dans certaines pinèdes,. Dans les zones contaminées, des mesures effectuées en juillet ont montré que 31 % de l'activité radioactive due au Cs-137 était concentrée dans les feuilles, 26 % dans le fruit, 25 % dans les pétioles, et 18 % dans les racines.
Des contaminations plus élevées, atteignant 1 028 Bq/kg de Cs-137 ont été signalées chez les canneberges,, avec des taux plus élevés dans les racines.

C'est un motif de préoccupation pour les toxicologues, car les canneberges, airelles et myrtilles sont une source traditionnelle et importante dans l'alimentation des pays de l'Est et d'Europe centrale ou du nord, dans des régions fortement touchées par les retombées de Tchernobyl. Ceci préoccupe aussi les écotoxicologues et écologues car de nombreux animaux sauvages ou d'élevage (comme les rennes) s'en nourrissent, pouvant contribuer à une contamination de la chaîne alimentaire (réseau trophique) et du gibier de ces régions, avec des conséquences encore mal cernées.

## Divers
- Le groupe de musique irlandais The Cranberries tire le nom de ce fruit.
- Le Cellier du soleil est un conte de l'écrivain russe Mikhaïl Prichvine, l'histoire de deux enfants orphelins partis à la recherche de canneberge dans la forêt.